# Winter-Paralympics 2022/Teilnehmer (Estland)
| stlisierte Goldmedaille | stlisierte Silbermedaille | stlisierte Bronzemedaille |
| ----------------------- | ------------------------- | ------------------------- |
| -                       | -                         | -                         |

Estland nahm an den Winter-Paralympics 2022 in Peking vom 4. bis 13. März 2022 teil.

## Teilnehmer

### Rollstuhlcurling
| Wettbewerb      | Team |
| --------------- | --- |
| Athleten        | |
| Vorrunde        | Vereinigte Staaten (6:9) China (3:9) Lettland (6:5) Norwegen (8:3) Großbritannien (5:10) Schweden (6:4) Südkorea (2:5) Kanada (3:9) Schweiz (8:6) Slowakei (6:7) |
| Halbfinale      | ausgeschieden |
| Spiel um Bronze | ausgeschieden |
| Finale          | ausgeschieden |
| Rang            | 10 |